# Arnaudiella caronae
Arnaudiella caronae är en svampart som först beskrevs av Giovanni Passerini, och fick sitt nu gällande namn av Franz Petrak 1927. Arnaudiella caronae ingår i släktet Arnaudiella och familjen Microthyriaceae.   Inga underarter finns listade i Catalogue of Life.